# Sirdskalns
Der Sirdskalns ist ein Berg in Lettland und liegt in der Region Vidzeme im Nordosten des Landes. Er ist Teil des Naturparks Gaiziņkalns in Lettland.

## Geologie und Geographie
Der 296,8 m hohen Berg ist der zweithöchste in Lettland von seinem Gipfel hat man eine gute Aussicht auf das umliegende Gelände, das geprägt ist von Hügeln, Wäldern sowie kleineren Flüssen und Seen. Es ist ein beliebtes Ziel von Wandern und Naturliebhabern.
Der Sirdkalns ist Teil des Vidzeme-Höhenzuges, geologisch besteht er aus Sediment-Ablagerungen aus Schiegfern, Sand- und Kalksteinen, die sich im Devon-Zeitalter vor ca. 400 Millionen Jahren gebildet haben. Zusammen mit tektonischen Bewegungen formten die Gletscher der Eiszeit das Landschaftsbild, glaziale Landschaftsformen wie Moränen und Seen sind bis heute sichtbar.

## Tourismus
Der Berg und seine Umgebung sind Teil eines größeren Netzwerkes an Wanderwegen im und um den Gauja-Nationalpark. Wegen den besonders strengen Naturschutzvorschriften im Bereich der Naturschutzgebiete gibt es am Berg keine Hütte oder anderweitige Übernachtungsmöglichkeiten. Allerdings finden sich in den Ortschaften in unmittelbarer Nähe unterschiedliche Übernachtungsmöglichkeiten wie Hotels, Pensionen oder Campingplätze. Einige Wanderwege verfügen in Bereichen mit geringerem Schutzgrad über einfache Hütten oder kleinere Zeltplätze entlang ihrer Strecke.

## Transport und Verkehr
Der Sirdkanls liegt in ca. 100 km Entfernung von der lettischen Hauptstadt Riga, den Berg ist über die Nationalstraßen P31 und P20 an die Via Baltica angebunden, nähergelegene größere Ortschaften sind Madona ca. 24 km östlich oder Cēsis ca. 80 km nordwestlich des Berges, dort befindet sich auch der Bahnhof Cesis.

## Wanderwege und Tourismus
- Sirdskalns Rundweg: Dieser Rundweg führt einmal vollständig um den Sirdskalns herum und ermöglicht einen guten Rundblick auf die umliegende Landschaft ohne den Berg besteigen zu müssen.
- Der Pēterezers-Trail, führt durch den Gauja-Nationalpark bis zum Pēterezers-See, auf der gesamten Wegstrecke kann man die vielfältige Tier- und Pflanzenwelt beinahe der gesamten Region entdecken.
- Der Amata-River Trail ist besonders bei Fotografen sehr beliebt, in den Schluchten entlang des Flusslaufes befinden sich mehrere Wasserfälle die zum Teil spektakuläre Aufnahmen ermöglichen.
- Der Vidzeme High Hill Trail führt über den gesamten Höhenrücken des Vidzeme er besteht aus mehreren Abschnitten mit unterschiedlichen Schwierigkeitsgraden, die aber alle sehr gute Ausblicke auf die Umgebung ermöglichen.